# Randall Munroe
Randall Munroe, född 17 oktober 1984, är en amerikansk programmerare och serieskapare. Han är framför allt känd som skapare av serien xkcd.
Munroes första bok Tänk om... är inspirerad av frågor om och respons på hans serie xkcd. I boken Så funkar allt: komplicerade saker förklarade med enkla ord förklarar han olika komplicerade fenomen med enkla ord; endast de 1 000 vanligaste orden i engelskan används (jämför Basic English).
År 2019 gav han ut boken Gör så här: absurda vetenskapliga lösningar på verkliga problem, som marknadsförs som ”världens roligaste och minst användbara självhjälpsguide”. Munroe beskriver där till exempel hur man skulle kunna ladda sin mobil med el man utvinner från rulltrappor om man bygger en generator med skovelhjul som är anpassade till trappstegen. De ”verkliga problemen” har valts i några fall efter saker han själv har försökt göra, i några fall genom att studera forskning och börjat fundera på hur man skulle kunna använda den i vardagslivet.

## Utmärkelser
Asteroiden 4942 Munroe är uppkallad efter honom.
xkcd-serien Time vann 2014 Hugopriset i kategorin Best Graphic Story.